# Poecilotriccus
Poecilotriccus é um género de pequenos pássaros na família Tyrannidae. A maioria das espécies são encontradas na América do Sul, mas uma única espécie, a Poecilotriccus sylvia, também é encontrado na América Central.

## Espécies
Estão descritas onze espécies:
- Poecilotriccus albifacies (Blake, 1959)
- Poecilotriccus calopterus (P. L. Sclater, 1857)
- Poecilotriccus capitalis (P. L. Sclater, 1857)
- Poecilotriccus fumifrons (Hartlaub, 1853)
- Poecilotriccus latirostris (Pelzeln, 1868)
- Poecilotriccus luluae N. K. Johnson & R. E. Jones, 2001
- Poecilotriccus plumbeiceps (Lafresnaye, 1846)
- Poecilotriccus ruficeps (Kaup, 1852)
- Poecilotriccus russatus (Salvin & Godman, 1884)
- Poecilotriccus senex (Pelzeln, 1868)
- Poecilotriccus sylvia (Desmarest, 1806)